# صامويل هنتنجتون (سياسي)
صامويل هانتينغتون (بالإنجليزية: Samuel Huntington)‏ (1731 – 1796) سياسي أمريكي وأحد موقعي إعلان الاستقلال. ولد هانتينغتون في ويندهام كونيتيكت في 3 يوليو 1731، وكان تعليمه محدودا وتعلم حرفة صناعة البراميل وعمل أيضا في مزرعة أبيه، وخصص وقت فراغه للدراسة جتى بلغ الثانية والعشرين، حيث وجه اهتمامه نحو دراسة القانون. واستقر في نورويتش حوالي العام 1758، والتي مثلها في الاجتماع العام سنة 1764. وتولي منصب مدعي عام الملك عام 1765، وانضم إلى مجلس كونيتيكت عام 1775. وكان عضوا في المؤتمر القاري من عام 1776 إلى 1783، وكان رئيس المؤتمر من 28 سبتمبر 1779 إلى 6 يوليو 1781، وعندما استقال تلقى الثناء من الكونغرس، وذلك جزاء على ما قدمه من خدمات وحسن إدارته للشؤون العامة. و كان قاضي محكمة كونيكتيكت العليا من عام 1774 حتى 1784، وكان رئيس المحكمة في عام 1784. في عام 1785 تولى منصب وكيل حاكم ولاية كونيكتيكت، وتولى منصب الحاكم عليها من عام 1786 حتى 1796. كان هانتينغتون قد تلقى شهادة الدكتوراة في القانون من جامعة دارتموث عام 1785 ومن جامعة ييل عام 1787. وتوفي في نورويتش، كونيكتيكت في 5 يناير 1796 عن 64 عاما.
أحد أخوة صامويل هو رجل دين يدعى جوزيف هنتينغتون (1735 - 1794)، وقام صامويل بتربيته أبنائه بعد وفاته. ومن هؤلاء ابن يدعى صامويل (1765 - 1817) الذي سمى عليه، وهو سياسي كان حاكما على أوهايوبين عامي 1808 - 1810